# Liste der Kulturgüter im Kanton Nidwalden
Die Liste der Kulturgüter im Kanton Nidwalden bietet eine Übersicht zu Verzeichnissen von Objekten unter Kulturgüterschutz in den 11 Gemeinden des Kantons Nidwalden. Die Verzeichnisse enthalten Kulturgüter von nationaler, regionaler und lokaler Bedeutung.
- Beckenried
- Buochs
- Dallenwil
- Emmetten
- Ennetbürgen
- Ennetmoos
- Hergiswil
- Oberdorf
- Stans
- Stansstad
- Wolfenschiessen